# Макаров, Олег Александрович
Олег Александрович Макаров (26 июля 1929, Рубцовск, Сибирский край — 8 ноября 1995, Киев) — советский футболист, вратарь. Мастер спорта СССР (1952), заслуженный мастер спорта СССР (1961), заслуженный тренер УССР (1965).

## Биография
В шестнадцатилетнем возрасте пришёл играть в юношескую одесскую команду «Пищевик».
Известен по выступлениям за команду «Динамо» (Киев).
Выступал за сборную СССР. Участник отборочного турнира чемпионата мира 1958 года.
Похоронен на Байковом кладбище в Киеве.

## Достижения

### Командные
- Чемпион СССР: 1961
- Серебряный призёр чемпионата СССР (2): 1952, 1960
- Обладатель Кубка СССР: 1954

### Личные
- В списке 33 лучших футболистов страны: № 3 (1954, 1955)

## Награды
- Орден «Знак Почёта» (27.04.1957) — «за успехи, достигнутые в деле развития массового физкультурного движения в стране, повышения мастерства советских спортсменов, и успешное выступление на международных соревнованиях»